# Ніколь Кук
Ніколь Кук  (англ. Nicole Cooke, 13 квітня 1983) — британська велогонщиця, олімпійська чемпіонка.

## Виступи на Олімпіадах
| Олімпіада   | Дисципліна                         | Місце |
| ----------- | ---------------------------------- | ----- |
| Афіни 2004  | особиста шосейна гонка             | 5     |
| Афіни 2004  | шосейна гонка з роздільним стартом | 19    |
| Пекін 2008  | особиста шосейна гонка             | 1     |
| Пекін 2008  | шосейна гонка з роздільним стартом | 15    |
| Лондон 2012 | особиста шосейна гонка             | 31    |